# Mông Ân, Bình Gia
Mông Ân là một xã thuộc huyện Bình Gia, tỉnh Lạng Sơn, Việt Nam.

## Địa lý
Xã Mông Ân có diện tích 34,41 km², dân số năm 1999 là 1.800 người, mật độ dân số đạt 52 người/km².
Theo thống kê năm 2019, xã Mông Ân có diện tích 34,41 km², dân số là 1.754 người, mật độ dân số đạt 51 người/km².

### Địa hình
Xã có địa hình đồi núi bao quanh trung tâm, Về địa hình chủ yếu là đồi núi, có hệ thống caster rất đa dạng. Có hệ thống nước ngầm, suối nước chảy quanh năm.
Hệ thực vật khá đa dạng, nổi tiếng với rừng hồi, cây mác mật.

## Giao thông
Do vị trí địa lý nằm trong khu vực bị đồi núi bao quanh chỉ có một đường giao thông duy nhất nối từ trung tâm xã ra đường 279.

## Kinh tế
Hê thống giao thông chưa phát triển nên thương mại còn gặp nhiều khó khăn. Nông sản chú yếu là lúa, ngô, sắn.

## Văn hóa
Ở xã Mông Ân có hai dòng hộ chính là Hoàng Công và Hoàng Đăng.
Hàng năm vào tháng Giêng thường diễn ra hội Lòong Tôồng, diễn ra trong 1-2 ngày.

### Ẩm thực
Các món ăn ẩm thực như đồ nướng, quay đều có hương vị cây mác mật, ngoài ra còn có một số món đặc sản như thịt lơn ướp gừng núi, khẩu nhục, xôi mạy hóp,...